# Hdparm
hdparm est un utilitaire en ligne de commande sur Linux pour visualiser et repérer les paramètres d'un disque IDE :  Mémoire cache, sleep mode, gestion de l'alimentation (AAM), gestion acoustique et DMA.   
hdparm permet d'améliorer (ou de dégrader...) les performances d'un disque.

Attention: Avant d'utiliser hdparm, il est important de lire la page man correspondante, et d'avoir une sauvegarde complète du disque sur lequel vous faites vos essais si vous utilisez l'un des sept paramètres dangereux.
Les sept paramètres dangereux sont:
- -m     Paramétrage le compte de secteur d'entrée-sortie multiple
- -n     Paramétrage le booléen "ignorer les erreurs en écriture"
- -p     Paramétrage le mode PIO (Programmed I/O)[4]
- -u     Paramétrage le booléen interrupt-unmask
- -U     Désenregistrer l'interface IDE (Unregister)
- -w     Réinitialiser un périphérique
- -X     Paramètrage du mode de transfert IDE (DMA mode 1, DMA mode 2, ultra DMA mode 2)

hdparm peut être couplé avec le script wiper.sh de Mark Lord (mainteneur de hdparm) afin de réaliser l'optimisation TRIM pour les SSD lorsque le système d'exploitation ne la prend pas en charge.

## Licence
hdparm est un logiciel sous Licence BSD.

## Usage

### Usage: les bases
hdparm [options] périphérique
Afficher le paramétrage
```
hdparm /dev/hda
```

Le résultat sera :
```
/dev/hda:
 multcount    =  0 (off)
 IO_support   =  1 (32-bit)
 unmaskirq    =  1 (on)
 using_dma    =  1 (on)
 keepsettings =  0 (off)
 readonly     =  0 (off)
 readahead    = 256 (on)
 geometry     = 65535/16/63, sectors = 160086528, start = 0
```

En fait, le paramétrage complet d'un disque IDE est dans le répertoire /proc/ide : par exemple, le premier disque IDE aura la liste de ses paramètres dans /proc/ide/hda/settings.

### Paramétrage DMA
Exemples : 
Activer le DMA sur le premier disque dur
```
hdparm -d1 /dev/hda
```

Désactiver le DMA sur le premier disque dur
```
hdparm -d0 /dev/hda
```

Voir le mode DMA
```
hdparm -I /dev/hda
```

Le résultat du mode DMA sera affiché sous la rubrique 'DMA:', avec un astérisque '*' avant le nom du mode actuel.

## Exemple de fichier/proc/ide/hda/settings
```
name     		value		min		max		mode
----			-----		---		---		----
acoustic                0               0               254             rw
address                 0               0               2               rw
bios_cyl                65535           0               65535           rw
bios_head               16              0               255             rw
bios_sect               63              0               63              rw
bswap                   0               0               1               r
current_speed           70              0               70              rw
failures                0               0               65535           rw
init_speed              12              0               70              rw
io_32bit                1               0               3               rw
keepsettings            0               0               1               rw
lun                     0               0               7               rw
max_failures            1               0               65535           rw
multcount               0               0               16              rw
nice1                   1               0               1               rw
nowerr                  0               0               1               rw
number                  0               0               3               rw
pio_mode                write-only      0               255             w
unmaskirq               1               0               1               rw
using_dma               1               0               1               rw
wcache                  1               0               1               rw
```

## Commandes apparentées
- sdparm pour les disques SCSI